# Ницкевич, Николай Фёдорович
Николай Фёдорович Ницкевич (не позднее 1857 — не ранее 1910) — российский государственный деятель, Акмолинский, Семипалатинский и Забайкальский вице-губернатор. Действительный статский советник.

## Биография
Родился в семье Фёдора Григорьевича Ницкевича (?—1856) — воспитанника Петровского Полтавского кадетского корпуса, а затем инспектора классов в нём — с 1840 по 1856 год. Николай со своей сестрой были внесены в дворянскую родословную книгу указом Герольдии от 24 мая 1857 года № 2594. 
В службе состоял с 9 декабря 1871 года, в классном чине с 12 ноября 1873 года. С 8 мая 1875 по 27 сентября 1879 года был в отставке. Известно, что в 1893 году он был членом Смоленского банковского управления Министерства финансов в чине коллежского советника. 
С 1894 по 1898 год — председатель областного правления и Забайкальский вице-губернатор. С 1898 по 1907 год — председатель областного правления и Семипалатинский вице-губернатор; 1 января 1899 года был произведён в действительные статские советники.
С 1907 по 1910 год был председателем областного правления и Акмолинским вице-губернатором.
Предположительный год смерти — 1921-й.

## Награды
- орден Св. Станислава 2-й ст. (1888)
- орден Св. Анны 2-й ст. (1892)
- орден Св. Владимира 4-й ст. (1896)
- орден Св. Владимира 3-й ст. (1902)
- орден Св. Станислава 1-й ст. (1904)